# Owen Cooper
Owen Patrick Cooper (* 5. Dezember 2009 in Warrington, England) ist ein britischer Kinderdarsteller. Internationale Bekanntheit erlangte er durch seine Rolle des unter Mordverdacht stehenden, 13-jährigen Schülers Jamie Miller in der Netflix-Miniserie Adolescence (2025), für dessen Verkörperung er eine Emmy-Nominierung als bester Nebendarsteller erhielt.

## Leben und Karriere
Owen Cooper wurde 2009 als Sohn einer Pflegekraft und eines ITlers im englischen Warrington geboren, wo er mit zwei älteren Brüdern aufwuchs. In seiner Kindheit verfolgte er zunächst den Traum, Profifußballer werden zu wollen, ehe er sich für eine Schauspielkarriere entschied und zwei Jahre lang neben der Schule eine Theatergruppe in Manchester besuchte.
Auf Anraten seiner Agentin nahm Cooper ein Bewerbungsvideo für die Netflix-Miniserie Adolescence auf, wo er sich im Castingprozess gegen hunderte von Mitbewerbern durchsetzte. An der Seite von Darstellern wie Stephen Graham und Erin Doherty gab er mit 14 Jahren schließlich sein Schauspieldebüt als unter Mordverdacht stehender Schüler Jamie Miller, für dessen Verkörperung er mit 15 Jahren als bisher jüngster Schauspieler eine Emmy-Nominierung als bester Nebendarsteller in einer Miniserie erhielt.
Bereits vor der Veröffentlichung von Adolescence erhielt Cooper auf Empfehlung seines Co-Darstellers Stephen Graham eine Rolle in Emerald Fennells Filmdrama Wuthering Heights, in dem er 2026 an der Seite von Margot Robbie und Jacob Elordi zu sehen sein wird. Zu seinen angekündigten Projekten zählt außerdem die Romcom-Dramaserie Film Club.

## Filmografie
- 2025: Adolescence (Miniserie, 3 Folgen)

## Auszeichnungen
Emmy Award
- 2025: Nominierung als Bester Nebendarsteller in einer Miniserie für Adolescence

Gotham TV Award
- 2025: Auszeichnung als Bester Nebendarsteller in einer Miniserie für Adolescence[6]